# 폰조 착시

폰조착시의 한 예시, 위 쪽의 있는 선분이 더 길어보이나, 사실은 같은 길이의 선분이다.

폰조착시(폰조錯視, Ponzo illusion)이란 사다리꼴 모양에 같은 길이의 선을 수평으로 놓으면 위쪽에 있는 선이 더 길게 보이게 되는 착시 현상을 말한다.
폰조착시(Ponzo illusion)는 1911년 이탈리아 심리학자 마리오 폰조(Mario Ponzo)에 의해 처음 시연된 기하학적 광학 착시(optical illusion)이다. 그는 인간의 마음이 배경에 따라 물체의 크기를 판단한다고 제안했다. 그는 철도 선로와 유사한 한 쌍의 수렴 선에 두 개의 동일한 선을 그려 이를 보여주었다. 선형 원근법에 따라 수렴하는 면을 멀리 떨어진 평행선으로 해석하기 때문에 위쪽 선이 더 길어 보인다는 사실을 보여주었다. 이러한 맥락에서 일반적으로 위쪽 선이 더 멀리있는 것처럼 해석하므로 더 긴 것으로 간주한다. 동일한 크기의 망막 이미지를 생성하려면 더 먼 객체가 더 가까운 객체보다 길어져야한다.

## 응용
폰조 착시(Ponzo illusion) 및  오비슨 착시(Orbison illusion)의 변형,합성 및 응용
|                   |                   |
| (예시 1) 대비효과 | (예시 2) 대비효과 |

사다리꼴을 형성하는 대칭 선들은 방사형 선으로 확장되었다. 사다리꼴은 폰조 착시가 보여주는 기하학적 광학 착시의 주요한 요소이다.

## 기하학적 착시
|                            |                        |                                                    |
| (예시 1) 수직선(직교) 효과 | (예시 2) 사다리꼴 효과 | (예시 3) 한 쌍의 수렴 선을 갖는 방사형의 사선 부분 |

사선과 관련있는 수직선인 직교(orthogonality)와  사다리꼴은  착시 효과의 배경과 원근법의 원리에서 각각 빌헬름 막시밀리안 분트(독일어: Wilhelm Maximilian Wundt)와 마리오 폰조(Mario Ponzo)에 의해 주요하게 언급된바있다. 이들 수직선과 사다리꼴은  형태 및 기하학적으로 서로 공통적인  소실점과 관련있는 한 쌍의 수렴선들을 갖는 방사형의 사선(斜線,oblique line) 부분에서 관련있다.

## 같이 보기
- 헤링 착시
- 오비슨 착시
- 분트 착시
- 에렌슈타인 착시
- 포겐도르프 착시